# Sialanka (przystanek kolejowy)
Sialanka (biał. Сялянка; ros. Крестьянка, ros. nazwa normatywna Селянка) – przystanek kolejowy w miejscowości Krasćjanka, w rejonie witebskim, w obwodzie witebskim, na Białorusi. Leży na linii Witebsk - Orsza.